# 81-es busz (Kaposvár)
A kaposvári 81-es busz a Belváros és Kisgát között közlekedik, majd más útvonalon (a Szent Imre utcán) tér vissza a Belvárosba. A buszvonalat a Kaposvári Közlekedési Zrt. üzemelteti.

## Útvonal
A táblázatban az autóbusz-állomásról induló irány látható.
| Útvonal                |
| ---------------------- |
| Helyi autóbusz-állomás |
| Fő utca                |
| Hősök tere             |
| Mező utca              |
| Árpád utca (610-es út) |
| Szent Imre utca        |
| Dózsa György utca      |
| Helyi autóbusz-állomás |

## Megállóhelyek
A táblázatban a megállók a Helyi autóbusz-állomásról induló irány szerint (oda) vannak felsorolva.
| Megálló                | Össz. km (oda) | Össz. idő (oda) | Átszállási lehetőség                                                        | A közelben található |
| ---------------------- | -------------- | --------------- | --------------------------------------------------------------------------- | --- |
| Helyi autóbusz-állomás | 0              | 0               | 1, 3, 4, 5, 6, 7, 8, 8B, 8E, 8Y, 9, 10, 11, 11Y, 12, 13, 14, 15, 18, 31, 91 | Polgármesteri Hivatal, Járási Hivatal, Szivárvány Kultúrpalota, Corso Bevásárlóközpont, Retro Club, Somogy Áruház, Rippl-Rónai Múzeum, Somogy Megyei Levéltár, Somogy Megyei Önkormányzat, Távolsági autóbusz-állomás, Rendelőintézet, Szarvas Üzletház, Vasútállomás |
| Vasútállomás           | 0,7            | 2               | 6, 7, 8, 8B, 8E, 8Y, 9, 10, 18, 91                                          | Vasútállomás, Posta, Csiky Gergely Színház, TIT, Magyar Államkincstár, SZÜV-székház, Somogyterv Irodaház, KSH, Nagypiac |
| Fő u. 48.              | 1,2            | 4               | 7, 8, 8B, 8E, 8Y, 9, 18, 91 Tallián Gy. u. 4.: 10                           | Kodály Zoltán Központi Általános Iskola; Munkaügyi Központ; Kereskedelmi és Iparkamara; Dél-Dunántúli Regionális Fejlesztési Ügynökség; Zichy Mihály Iparművészeti, Ruhaipari Szakképző Iskola és Kollégium                                                           |
| Hársfa utca            | 1,5            | 5               | 7, 8, 8B, 8E, 8Y, 9, 18, 91                                                 | Kaposi Mór Oktató Kórház, Kaposvári Nyomda, Rippl-Rónai József Közlekedési Szakképző Iskola és Kollégium |
| Hősök temploma         | 2,1            | 6               | 7, 8, 8B, 8E, 8Y, 18, 27                                                    | Hősök temploma, Keleti temető, Zsidó temető, Rákóczi Stadion, Kaposvári malom, Kaposvári cukorgyár, ÉDOSZ Művelődési Ház, Orvosi rendelők, Óvoda, Posta, Delta udvar                                                                                                  |
| Mező utcai csomópont   | 2,9            | 7               | 8, 8B, 8E, 18, 20, 20A, 23, 26                                              | Keleti temető, ipari telephelyek, nagykereskedések |
| Kisgát                 | 3,3            | 9               | 20, 20A, 23, 26, 27                                                         | Klebelsberg Középiskolai Kollégium, Somogy-Flandria Inkubátorház és Konferencia Központ, Somogy Megyei Vállalkozói Központ Közalapítvány, Aldi, Lidl, autókereskedések, ipari telephelyek, nagykereskedések                                                           |

A táblázatban a megállók a Kisgátról induló irány szerint (vissza) vannak felsorolva.
| Megálló                | Össz. km (vissza) | Össz. idő (vissza) | Átszállási lehetőség                                                        | A közelben található |
| ---------------------- | ----------------- | ------------------ | --------------------------------------------------------------------------- | --- |
| Kisgát                 | 0                 | 0                  | 20, 20A, 23, 26, 27                                                         | Klebelsberg Középiskolai Kollégium, Somogy-Flandria Inkubátorház és Konferencia Központ, Somogy Megyei Vállalkozói Központ Közalapítvány, Aldi, Lidl, autókereskedések, ipari telephelyek, nagykereskedések |
| Pázmány Péter utca     | 0,7               | 2                  | 20, 20A, 23, 26, 27                                                         | Eötvös Loránd Műszaki Szakközépiskola, Szakiskola és Kollégium; Somogy Megyei Rendőr-főkapitányság; Egészségügyi Főiskola (PTE ETK); Penny Market |
| Rendőrség              | 1,1               | 3                  | 10                                                                          | Tisztviselőtelep; Berzsenyi Dániel Általános Iskola; Kaposvári Törvényszék Cégbírósága; Geodézia; Somogy Megyei Rendőr-főkapitányság; Egészségügyi Főiskola (PTE ETK); Lorántffy Zsuzsanna Református Óvoda, Általános Iskola, Gimnázium és Kollégium; Pártok Háza; Városi Rendőrkapitányság; Berzsenyi park |
| Szent Imre u. 29.      | 1,4               | 4                  | 10                                                                          | Magyar Vöröskereszt, Városi Rendőrkapitányság, Berzsenyi park |
| Szent Imre u. 13.      | 1,6               | 7                  | 10, 12                                                                      | Szent Imre-templom, Noszlopy Gáspár Közgazdasági Szakközépiskola, Táncsics Mihály Gimnázium, Főposta (Postapalota), Seffer & Renner Magánklinika, Ezredév utcai Központi Orvosi Ügyelet, Roxínház, BábSzínTér bábszínház, MÁV Nevelőintézet, Helyőrségi Klub, Kaposi Mór Oktató Kórház |
| Széchenyi tér          | 2                 | 8                  | 10, 12 Fő u. 37-39.: 7, 8, 8B, 8E, 8Y, 9, 18, 91                            | OTP Igazgatóság, Somogy Megyei Kormányhivatal, Somogy TV, Hotel Dorottya****, Corso Étterem, Kodály Zoltán Központi Általános Iskola, Munkaügyi Központ, Magyar Nemzeti Bank egykori székháza, Bevándorlási és Állampolgársági Hivatal, Táncsics Mihály Gimnázium, Főposta (Postapalota), Országos Egészségbiztosítási Pénztár, Óvoda, Agóra - Együd Árpád Kulturális Központ, Takáts Gyula Megyei és Városi Könyvtár |
| Helyi autóbusz-állomás | 2,6               | 11                 | 1, 3, 4, 5, 6, 7, 8, 8B, 8E, 8Y, 9, 10, 11, 11Y, 12, 13, 14, 15, 18, 31, 91 | Polgármesteri Hivatal, Járási Hivatal, Szivárvány Kultúrpalota, Corso Bevásárlóközpont, Retro Club, Somogy Áruház, Rippl-Rónai Múzeum, Somogy Megyei Levéltár, Somogy Megyei Önkormányzat, Távolsági autóbusz-állomás, Rendelőintézet, Szarvas Üzletház, Vasútállomás |

## Menetrend
- Aktuális menetrend Archiválva 2013. november 14-i dátummal a Wayback Machine-ben
- Útvonaltervező[halott link]